# أليسا ميلون بروس
أيلسا ميلون بروس (Ailsa Mellon Bruce) ولدت في 28 يونيو 1901 وتوفيت في 25 أغسطس 1969  كانت شخصية اجتماعية وخيرية أمريكية بارزة أسست مؤسسة أفالون.

## حياة سابقة
ولدت إيلسا في بيتسبيرغ بولاية بنسلفانيا في 28 يونيو 1901. كانت ابنة المصرفي والدبلوماسي أندرو ويليام ميلون ونورا ماري (ماك مولين) ميلون (1879-1937). تـطلق والداها في عام 1912 ومنذ عام 1921 إلى عام 1932 عملت أيلسا كمضيفة رسمية لوالدها خلال فترة توليه منصب وزير الخزانة الأمريكي، ومرة أخرى عندما كان سفيرا للولايات المتحدة في المملكة المتحدة في 1932-1933. وكان شقيقها الوحيد هو بول ميلون (1907-1999)، الذي كان أيضًا من المحسنين والمعروف باسم المالك / المربي البارز لخيول ثروبريد.
التحقت أيلسا بمدرسة الآنسة بورتر في فارمنجتون بولاية كونيتيكت وقضت صيفها في سن المراهقة في أوروبا. 

## الأعمال الخيرية والإرث
أسست بروس مؤسسة أفالون في عام 1940، والتي قدمت منحًا للكليات والجامعات والمدارس الطبية والمستشفيات وبرامج الشباب والخدمات المجتمعية والكنائس والمشاريع البيئية ومجموعة من المنظمات الثقافية والفنية. في عام 1947، لعبت مؤسسة أفالون دورًا أساسيًا في إنشاء موقع هامبتون التاريخي الوطني في ولاية ماريلاند.
في عام 1957، عندما أعدت مجلة فورتشن قائمتها الأولى لأغنى الأمريكيين، قدرت أن أيلسا ميلون بروس، شقيقها بول، وأبناء عمومتها، سارة ميلون وريتشارد كينج ميلون، كانوا جميعهم من بين أغنى ثمانية أشخاص في الولايات المتحدة، مع ثروات تتراوح بين 400 و 700 مليون دولار لكل منهم. في عام 1968 تبرع كل من أيلسا وبول بمبلغ 20 مليون دولار لبناء ملحق بالمعرض الوطني للفنون في واشنطن العاصمة  
عند وفاتها في عام 1969، تركت أليسا بروس 153 لوحة، في المقام الأول من قبل فنانين فرنسيين من القرن 19 إلى المعرض الوطني للفنون، بالإضافة إلى إنشاء صندوق لعمليات الاستحواذ المستقبلية. من بين الأعمال العديدة التي حصل عليها المعرض من خلال صندوق أليسا ميلون بروس، كانت لوحة جينيفيرا دي بيننشي ، اللوحة الوحيدة التي رسمها ليوناردو دافنشي في الولايات المتحدة. في عام 1969، تم دمج أصول مؤسسة بول ميلون Old Dominion مع مؤسسة شقيقته أفالون، والتي تم تغيير اسمها إلى مؤسسة أندرو دبليو ميلون تكريما لوالدهم. 

## الحياة الشخصية

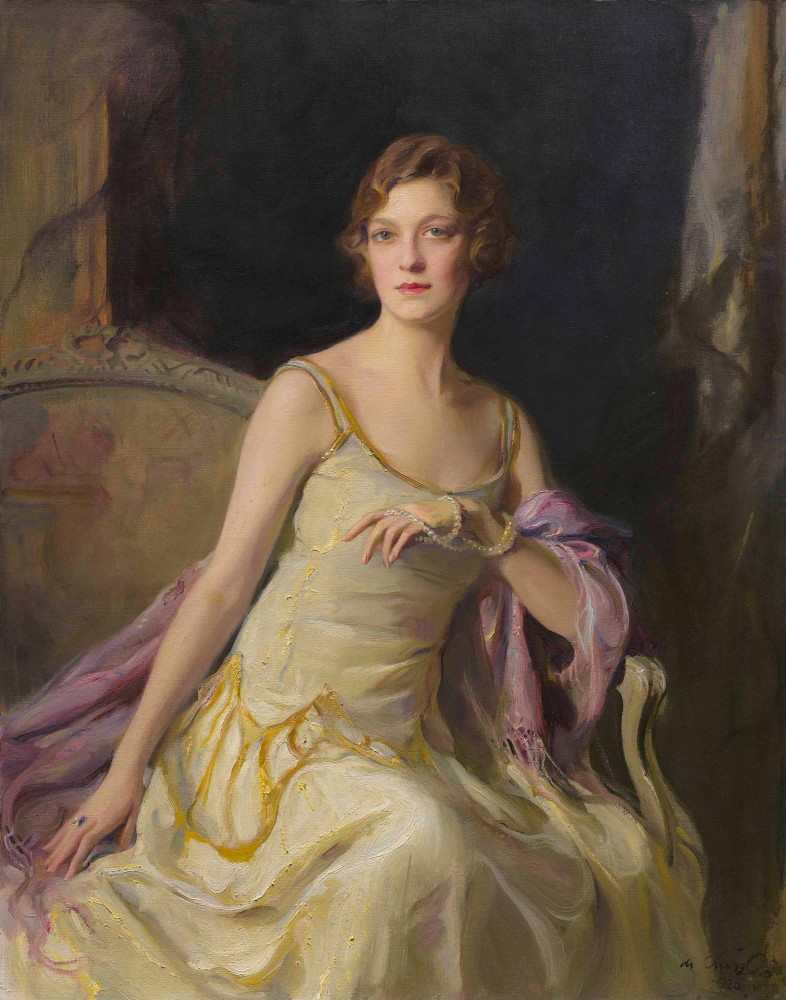
صورة لفيليب دي لاسزلو ، 1926

كانت قد واعدت الأمير أوتو بسمارك، حفيد أوتو فون بسمارك، «المستشار الحديدي»، وكانت على وشك الزواج منه، لكنها قررت الزواج من ديفيد بروس الأمريكي بدلا منه. 
في 23 مايو 1926، كانت متزوجة من ديفيد كيركباتريك إست بروس (1898-1977)، وهو سليل من عائلة بارزة في فرجينيا بما في ذلك والده ويليام كابيل بروس وهو سناتور أمريكي من ماريلاند، وشقيقه جيمس كابيل بروس السفير الأمريكي في الأرجنتين. تمت متابعة خطوبتهم وزواجهم (الذي حضره الرئيس والسيدة Coolidge) وشهر العسل الخاص بهم عن كثب من قبل وسائل الإعلام.    في عام 1933 بعد سبع سنوات من الزواج، أنجبت إيلسا طفلها الوحيد؛ 
- أودري شيلا بروس (1934-1967)، التي تزوجت من ستيفن ريتشارد كورير (1930-1967)، [14] الذان فقدا خلال رحلة في منطقة البحر الكاريبي في يناير 1967 ولم يعودا.[15] لقد كانوا مؤسسي مؤسسة Taconic ، وهي مؤسسة خيرية، كان لها دور أساسي في تشكيل مجلس قيادة الحقوق المدنية المتحدة.[16]

حصلت على الطلاق من زوجها في بالم بيتش ، فلوريدا في أبريل 1945 على أساس «الهجر وسوء العشرة»، وحصلت على الحضانة الوحيدة لابنتهما البالغة من العمر 11 عامًا. بعد طلاقهما، أصبح زوجها السابق لاحقًا سفير الولايات المتحدة لدى المملكة المتحدة في الفترة من 1961 إلى 1969، وهو نفس المنصب الذي كان يشغله والدها.
بعد طلاقها كانت هناك إشاعة عن أن السيدة بروس في علاقة طويلة مع جي لاودر غرينواي من عائلة لاودر غرينواي.   بالإضافة إلى روابطهم الشخصية، كان جرينواي أمينًا قديمًا لمؤسسة بروس أفالون.
توفيت في 25 أغسطس 1969 في مستشفى روزفلت في مدينة نيويورك. كان لديها منازل في 960 فيفث أفنيو وعقار 121 فدان في سيوسيت، نيويورك في لونغ آيلاند. وصفها نعيها في صحيفة نيويورك تايمز بأنها «أغنى امرأة في الولايات المتحدة» 

### أحفادها
عندما توفيت أودري وزوجها ستيفن كورير، في حادث تحطم طائرة مفترض في عام 1967، تاركين ثلاثة أطفال صغار - أندريا كورير،  لافينيا كورير،  ومايكل ستيفن كورير (1961-1998)،  قررت ترك مجموعتها من الأثاث والخزف الإنجليزي في القرن الثامن عشر إلى معهد كارنيجي في بيتسبيرج ، بنسلفانيا.

## معرض الصور

اللوحات التي حصل عليها المتحف الوطني للفنون من خلال صندوق أليسا ميلون بروس
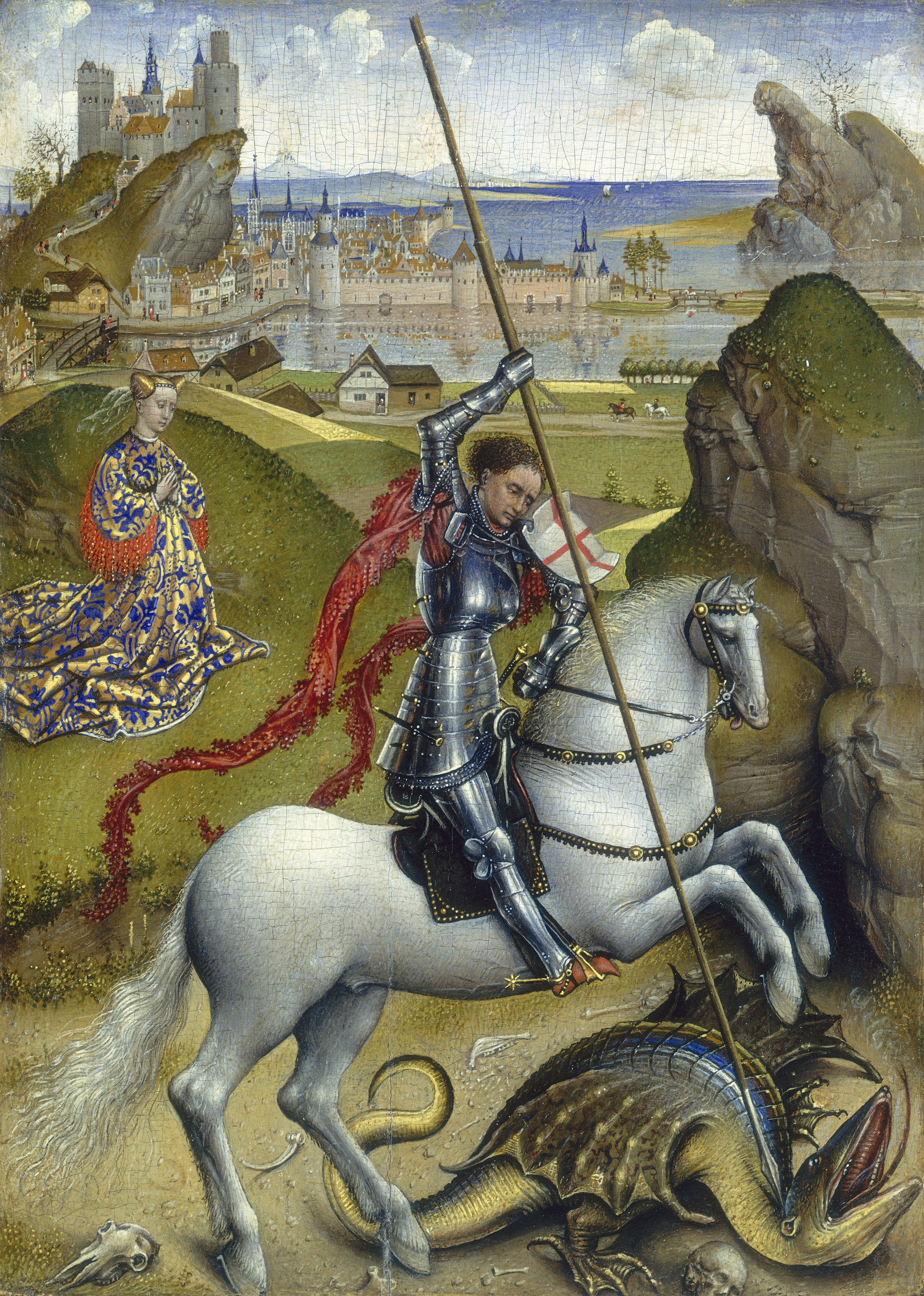
روجير فان دير فايدن ، سانت جورج والتنين ، ج. 1432-1435 (NGA 1966.1.1)
ليوناردو دا فينشي ، جينيفرا دي بينسي ، ج. 1474-1478 (NGA 1967.6.1)
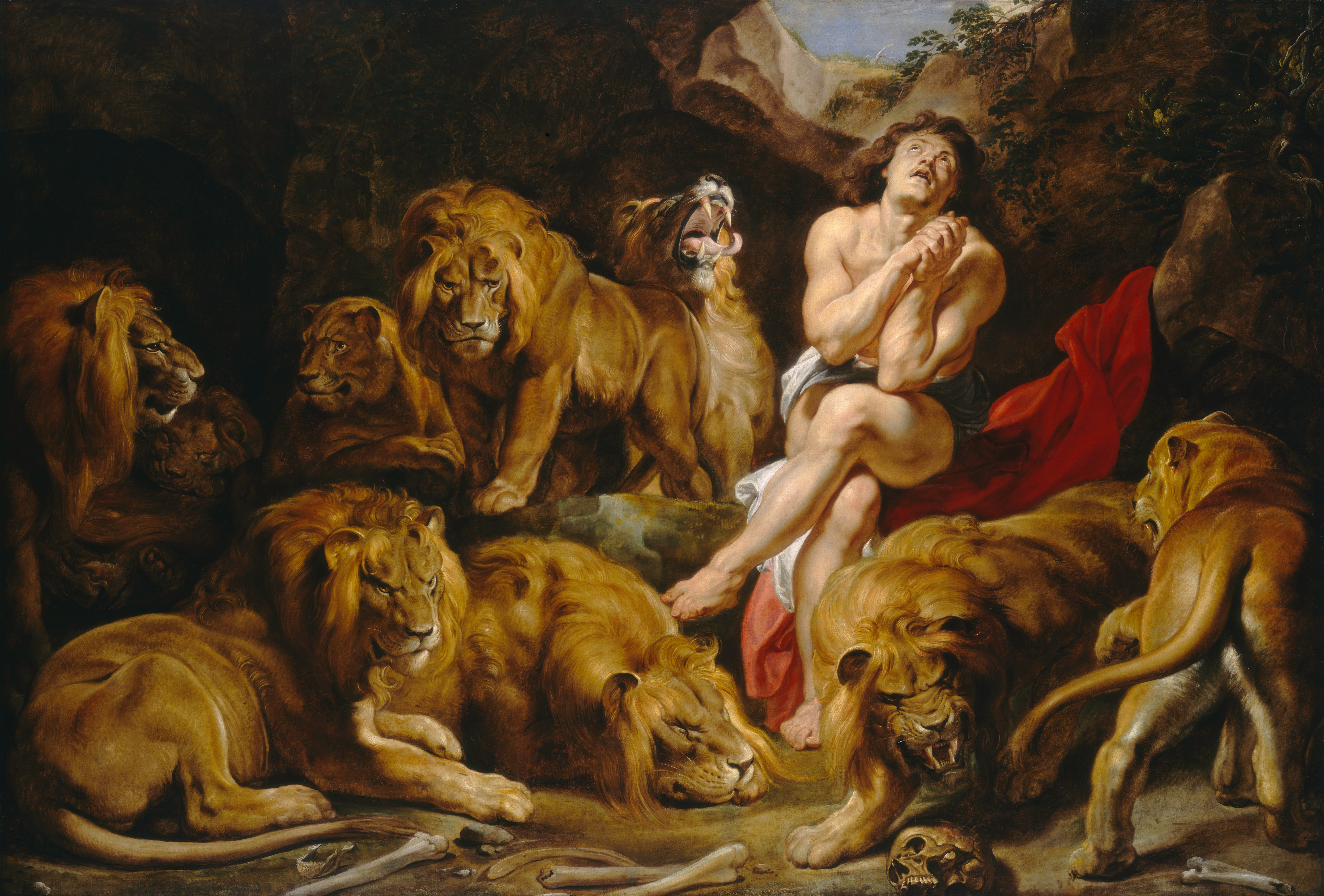
بيتر بول روبنز ، دانيال في عرين الليونز ، ج. 1614-1616 (NGA 1965.13.1)
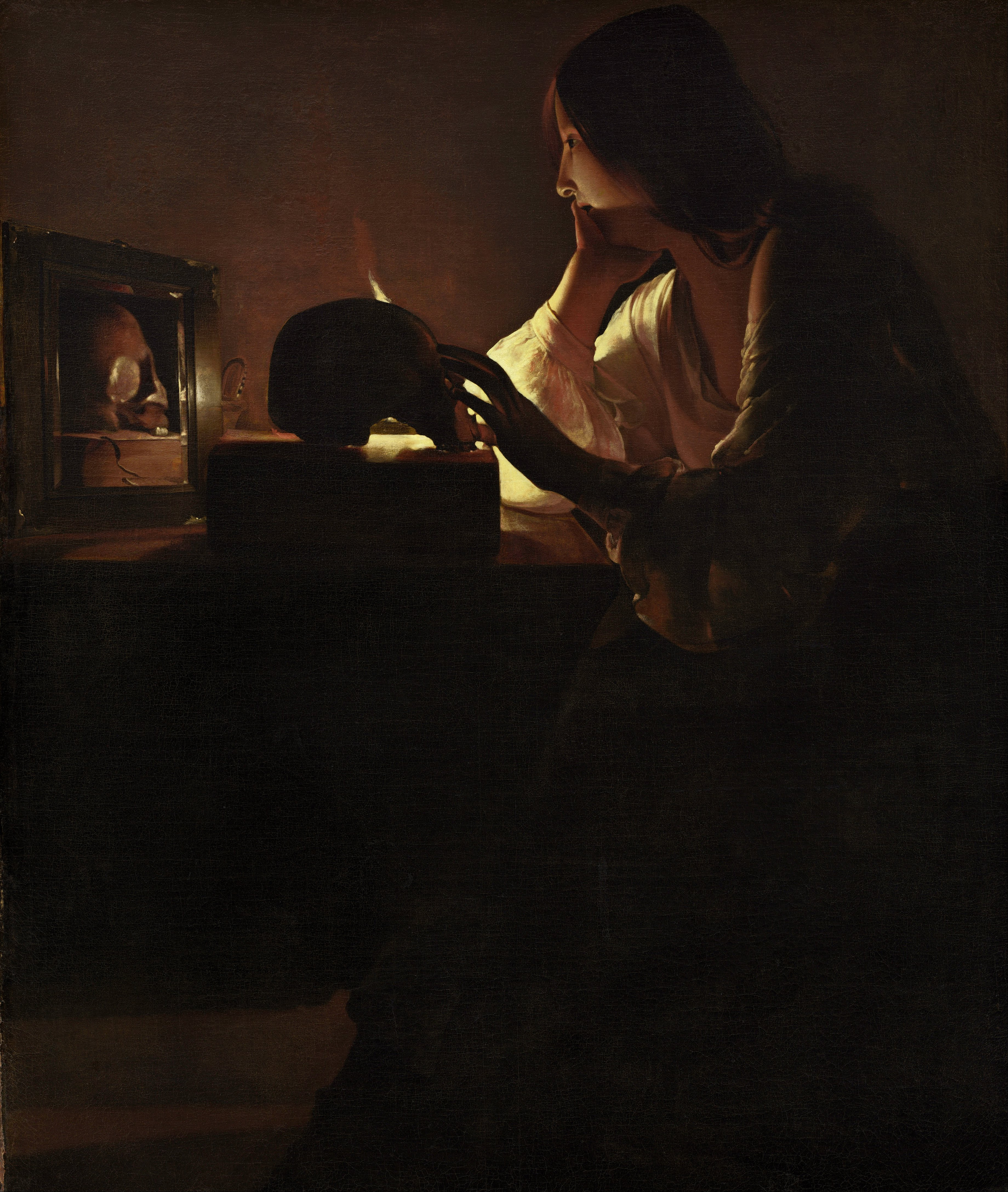
جورج دو لا تور ، التائب مجدلين ، ج. 1635-1640 (NGA 1974.52.1)
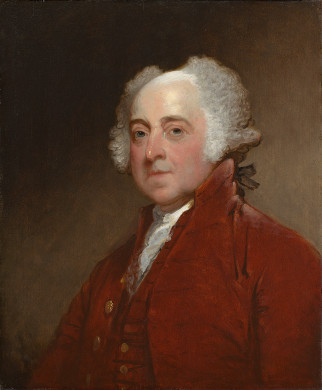
جيلبرت ستيوارت ، جون آدمز ، ج. 1821 (NGA 1979.4.1)
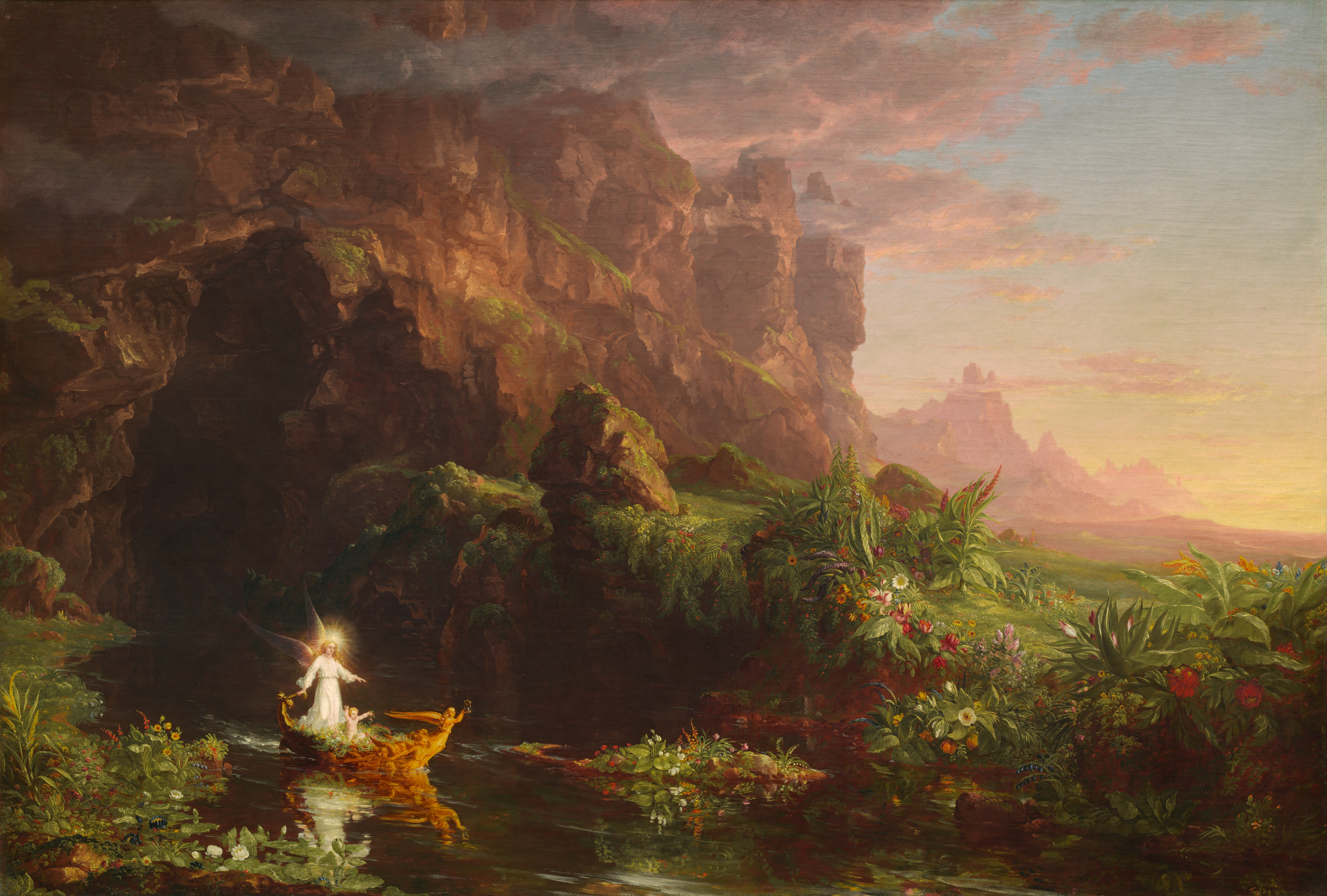
توماس كول ، رحلة الحياة: الطفولة ، 1842 (NGA 1971.16.1)

## وصلات خارجية
- مؤسسة أندرو دبليو ميلون
- المعرض الوطني للفنون
- أليسا ميلون بروس على موقع فايند أغريف